# Верхняя Орлянка
Верхняя Орлянка — село в Сергиевском районе Самарской области. Административный центр сельского поселения Верхняя Орлянка.

## География
Расположено в верховьях реки Орлянка, на которой сооружены два больших пруда с бетонными дамбами, при региональной автодороге 36Н-541, на расстоянии 40 км от райцентра Сергиевск и в 100 км от Самары. 
Высота центра селения над уровнем моря — 137 м.

## История
Село основано пахотными солдатами в 1732 году, при сооружении Ново-Закамской оборонительной линии. До революции село (была церковь) входило в Карабаевскую волость Бугурусланского уезда Самарской губернии.

## Население
| 2008 | 2010 |
| ---- | ---- |
| 426  | ↗489 |

## Известные жители, уроженцы
- Демидов, Константин Петрович (1910—1979) — полный кавалер ордена Славы[6].
- Липатов, Константин Сергеевич (23.04.1896 — 17.09.1963) — советский военачальник, участник Гражданской войны, Польского похода Красной армии (1939), Иранский поход (1941), Великой Отечественной войны, генерал-майор танковых войск (1944)[7].

## Инфраструктура
Личное подсобное хозяйство с зоной сельскохозяйственного использования, индивидуальная застройка усадебного типа.
Основа экономики — сельское хозяйство.
Верхнеорлянский филиал ГБОУ СОШ ОЦ с. Воротнее, Верхне-Орлянский сельский клуб.

## Транспорт
Село связано автобусным сообщением с районом и областью